# Estudios Mediterráneo
Los Estudios Mediterráneo (también conocidos como "Mediterranean Studios", "Estudis Mediterrani" o "Ibiza Sound Studios") fueron unos estudios de grabación ubicados en la isla de Ibiza (España), conocidos por haber sido usados para la grabación de numerosos álbumes de música rock, especialmente de heavy metal, por bandas como Judas Priest, Los Abuelos de la Nada, Roger Taylor, Obús, Medina Azahara o Barricada, entre muchos otros. 
Fue completamente destruido por un incendio en 1990.

## Historia

### Ibiza Sound Studios
Los estudios fueron fundados por el empresario alemán Fritz Ehrentraut en la finca Can Marià Blai, de la localidad de Sant Llorenç, en el interior de la isla de Ibiza y contaron con un equipamiento excepcional para la época, con una mesa MCI de 56 canales, con 48 de grabación simultánea, algo que muy pocos estudios poseían. Las instalaciones se completaban con suites para el alojamiento de los músicos, cancha de tenis, squash y piscina. Fueron inaugurados en la primavera de 1980 con el nombre de Ibiza Sound Studios y pronto recibieron sus primeros huéspedes. La banda de rock Judas Priest grabó entre octubre y noviembre de 1980 el álbum Point of Entry, y regresaron al año siguiente para grabar Screaming for Vengeance. Además de Judas Priest,durante estos primeros años también pasaron por los Ibiza Sound Studios bandas como The Boomtown Rats, Stephan Micus o los japoneses Sandii & The Sunsetz

### Remodelación
A pesar del éxito inicial del proyecto, la gran inversión realizada y el estilo de vida bohemio de su propietario, llevaron a los estudios a la quiebra en 1983. Ese verano la banda Judas Priest aterrizó de nuevo en la isla con idea de grabar el álbum Defenders of the Faith, sin embargo, el panorama que encontraron en los estudios fue desolador. El propietario había desaparecido dejando cuantiosas deudas y los acreedores habían entrado en las instalaciones llevándose todo el material de grabación. El bajista de la banda Ian Hill, relató años después: "El Ibiza Sound Studio era uno de los más avanzados técnicamente en el mundo en ese momento, con una de las primeras mesas de 48 canales. Sin embargo, fue construido en una casa muy grande que había sido propiedad de un alemán que tenía un montón de deudas, así que los lugareños entraron y marcharon con todo lo que pudieron coger… lavabos, marcos de ventana … todo cuanto pudieron!" 
Ante esta situación, el batería Dave Holland, junto con otros socios, se hicieron cargo de las deudas y adquirieron los Estudios. 
El vocalista Rob Halford relató posteriormente: ”Si lo piensas tiene su gracia. Después de un éxito masivo, alcanzando el platino en Estados Unidos, con una gira multitudinaria y la actuación en el US FESTIVAL ante 300.000 personas, y de repente allí estábamos, en una isla con un estudio en el medio y absolutamente nada alrededor….. ni siquiera había cinta para grabar! De todas formas, al comprar Dave los estudios, todos nos implicamos. Por el día Dave y yo pintábamos y montábamos los muebles en los dormitorios, y durante algunas semanas nos dedicamos a hacer de aquel sitio algo habitable, la mesa de mezclas llegó desde Barcelona, y tuvimos que ponerla en su sitio entre veinte personas! No lo creerías aunque lo hubieras visto. Allí estábamos los Dioses del Metal sudando como cerdos para poner aquello en pie. Pero lo conseguimos y fue entonces cuando nos sentamos y nos pusimos a escribir”. La banda pudo iniciar las grabaciones en julio de 1983, culminándolas a mediados de agosto.

### Estudios Mediterráneo
En 1984 comienza una nueva etapa para los estudios bajo la dirección artística del conductor radial y disc-jockey español Vicente Romero "Mariscal", y la dirección técnica del ingeniero y músico norteamericano Dennis Herman. Durante la segunda mitad de la década de los 80, bandas de rock españolas como Obús, Medina Azahara, Loquillo y los Trogloditas, La Frontera, los Elegantes, Revólver, Barricada, Mermelada, Sangre Azul, Ángeles del Infierno, Panzer, Ñu, Santa o Banzai, así como las bandas argentinas Los Twist, G.I.T., La Torre, o Los Abuelos de la Nada, pasaron por los Estudios Mediterráneo para grabar sus álbumes. Los músicos pasaban en la masía largas temporadas e incluso se traían a la familia. Existían suits para músicos y un ala con habitaciones más modestas para invitados, prensa o técnicos.
Pero no sólo utilizaron las instalaciones artistas nacionales. La participación de Holland atrajo a bandas internacionales como FM, que en 1986 grabaron su álbum "Indiscreet". También las alemanas Nina Hagen y Nena, el batería de Queen, Roger Taylor con su banda, The Cross, Hubert Kah, Frankie Goes to Hollywood, New Order o The Flaming Mussolinis se dejaron seducir por la combinación del ambiente nocturno ibicenco y la tranquilidad que ofrecían las instalaciones de los estudios para realizar sus trabajos.
Todos los artistas que pasaban por los Estudios Mediterráneo solían despedirse de la isla al terminar su estancia ofreciendo un concierto. La noche del 7 de febrero de 1990, sin embargo, se produjo un incendio que arrasó por completo la masía y todas sus instalaciones. Este suceso se produjo en vísperas de renovar el estudio para adaptarlo a la era digital, pero finalmente el proyecto se frustró.